# 中亚旱蒿
中亚旱蒿（学名：Artemisia marschalliana）为菊科蒿属的植物。分布于俄罗斯以及中国大陆的新疆等地，生长于海拔550米至2,200米的地区，一般生于森林草原、山丘、干草原、荒坡和砾质坡地等，目前尚未由人工引种栽培。

## 异名
- Artemisia marschalliana Spreng. var. sericophylla (Rupr.) Y. R. Ling